# ميليسا ديسورمو بولين
ميليسا ديسورمو بولين (بالإنجليزية: Mélissa Désormeaux-Poulin)‏ (و. 1981  م) هي ممثلة كندية، ولدت في مونتريال، بدأت مشوارها المهني سنة 1989.

## وصلات خارجية
- ميليسا ديسورمو بولين في قاعدة بيانات الأفلام على الإنترنت
- ميليسا ديسورمو بولين  على موقع أول موفي